# Vir (Horvátország)
Vir (olaszul: Puntadura) falu és község Horvátországban Zára megyében. A községnek egyetlen települése van: Vir.

## Fekvése
Zárától légvonalban 23 km-re, közúton 27 km-re északnyugatra, Pagtól légvonalban 16 km-re, közúton 65 km-re délre a Vir-szigeten fekszik. A legközelebbi város a 15 km-re keletre fekvő Nin. A község területe a sziget területével egyezik, 22,38 négyzetkilométerre terjed ki, hosszúsága 10,12 km, legnagyobb szélessége 4,42 km. A Viri-tenger és a Povljanai-csatorna határolja, míg a szárazföldtől a 300 méter széles és 3 méter mély Privlakai-gázló (Privlački gaz) választja el, amelyen 1976-óta híd ível át. A szigetnek 31,43 km hosszú tengerpartja van.

## Története

### Vir a történelem előtt és a római korban
Vir területén már az őskorban is laktak emberek, ezt igazolják a sziget északi részén Smratine területén talált, a paleolitikumból származó kőszerszámok. A régészeti leletek tanúsága szerint Vir-sziget első lakói az illírek egyik törzse a liburnok voltak, akik az i. e. 9. századtól telepedtek le itt. Ebből a korszakból Viren három, a liburnokhoz köthető vaskori régészeti lelőhely található: a sziget közepén a Sveti Juraj (Bandira)-dombon és a sziget északi részén Gajon levő várromok és a sziget déli részén Gračić-Križice-Gajine térségében található halomsíros temető. A Vir körül a tengerben található régészeti lelőhelyek többsége is ebből a korból való. Közülük a legrégebbiek és legjelentősebbek a Virtől északnyugatra fekvő Maun-szigetnél a tenger fenekén egy viri halász által talált i. e. 3–4. századi görög-római amforák. Egy másik lelőhely található a Privlakai-gázlóban, ahol ókori nekropolisz maradványait találták, míg a legújabb lelőhely a Sprljica-öböl mólójánál a víz alatt a homokba temetett ókori hajóroncs. A római korban Virt út kötötte össze a szárazfölddel. Ez az út a Via Communis Virről Privlakán át Ninre (Aenone) vezetett. Az ókori út maradványai láthatók a privlakai oldalon a Kulina-foknál. A gázló privlakai oldalán egy kisebb római épületegyüttes alapjait is megtalálták, amely kikötőből, gátból és az egykori sótelepből állt. Magán Viren azonban nem került elő római település maradványa.

### Vir a középkorban
A középkor elején Vir közeli kapcsolatba került Nin városával, ahol IV. Krešimir horvát király székhelye volt. Vir első írásos említése is a király 1069-ben Ninben kelt adománylevelében történt. Az okirat a Maun-szigetnek a zárai Szent Kereszt bencés kolostor részére történő adományozásától rendelkezik, amelynek „keleti oldalán terül el a horvátul Virnek nevezett sziget”. Eszerint tehát Vir ekkor már sziget volt és nem (mint korábban) félsziget. 1102-től Vir a "Pacta Conventa", a Kálmán magyar király és a horvát nemesség között kötött egyezmény értelmében a Magyar Királyság része lett. Virt 1244-ben IV. Béla király is megemlíti abban az adománylevelében, melyben Pag városának hálából a tatároktól való megmeneküléséért szabad királyi városi státuszt adott. A sziget területén a 13. századig felépítették a Szent Miklós templomot és a település központjában a mai Szent György plébániatemplom helyén a kis Szent György templomot. A 14. századra felépült a Szent János plébániatemplom, majd még a török kor előtt az északi részen fekvő smratinei Szent Márton templom is. A Velencei Köztársaság nagy erőfeszítéseket tett, hogy uralma alá vonja az Adria teljes partvonalát, elsősorban régi riválisát Zárát. Az első nagyobb támadást Zára ellen a velencei flotta a katalán Almacie de Limolis parancsnoksága alatt intézte 1313-ban, amely az ostrom előtt Virt választotta pihenőhelyként. A több ezer fős jól felfegyverzett sereg nyolc nap pihenő után innen indult Zára ostromára, amelyet végül elfoglalt. Vele együtt Vir is velencei kézre került, majd 1329-ben a többi dalmát városhoz hasonlóan a közeli Nin is velencei oltalom alá helyezte magát.
A sziget elfoglalása után a velenceiek a déli Kozjak-foknál új erőd építésébe kezdtek. Az erőd építését a horvát földrajztudós és tanár Lucijan Marčić Záráról és környékéről írott könyvében 1347-re teszi. A 16. század elején Nin környékére megkezdődtek a török betörések, melyet 1537-ben a velenceiek fel is adtak és várát félelmükben, hogy török kézre kerül lerombolták. Emiatt Vir jelentősége a török elleni védelem szempontjából nagyon megnőtt. Már 1502-ben megkezdődött egy új, erősebb vár felépítése, melynek munkálatai a 16. században folytatódtak. Ezután a vár mind a török, mind az uszkók támadások elől biztos védelmül szolgált a helyi lakosság számára. A vár két erős toronnyal és három emelet magas falakkal rendelkezett. Az északi tornyon a nyugati oldalon Velence jelképe a szárnyas oroszlán volt látható. Alsó részén nyolc, kőből faragott lőrés volt. A déli torony bejárati kapuja felett három nemesi címer volt látható, a Molin, a Michiel és a Grisogono családoké.

### Vir a 16. és 19. század között
A török időkben Vir kiemelkedő fontosságú stratégiai pont volt a közeli Nin és környékének védelme szempontjából, bár a lakosság száma nagyon lecsökkent. 1576-ban Viren csak 36 személy lakott. A lakosság gyarapodása csak a század végén indult meg, főként ekkor települtek be a mai lakosság ősei elsősorban Privlaka vidékéről. 1603-ban már 130 volt a lakosok száma. 1634. október 16-án a velencei dózse évi 200 dukát ellenében Virt a Crnica családnak adta. Néhány évvel később Vuk Crnica az egész szigetet megvásárolta. A Crnica család tagjai katonák voltak, akik a nini terület védelmében érdemeikért Velencétől nemességet kaptak. Zárán és Viren éltek, ahol a part közelében palotájuk is volt, amelyben ma a község önkormányzata működik. Ők építtették újjá 1670-ben a Szent Miklós templomot is. Ismert, hogy a Crnicák megtiltották házak építését a tenger közelében, ezért Vir arculata némileg eltér a többi szigeten levő településekétől. A hagyomány szerint a viriek a mai világítótoronynál a domb aljában fekvő szélvédett helyen akarták településüket kialakítani, de ezt a Crnicák nem engedték.
A 18. század végére a szigeten fokozatosan kialakult két új település Lozice és Torovi. Lozicén, amely Vir központjától kissé nyugatra a sziget északi részén fekszik a Žepina család telepedett le először, majd őket követték a Buškulićok, a Radovićok és az Olićok. A sziget déli részén kialakult Torovin a Kapovićok, a Vučetićek és Bašićák voltak az első letelepülők. Ebben az időben Vir még mindig a Crnica család birtoka volt, azonban kisebb területek, elsősorban házak és háztáji földek már más családok tulajdonába is mentek át. A 19. század második felében Vir a Bakmaz család birtoka lett. A helyiek úgy tudják, hogy megvették a szigetet, de makacsul tartja magát az a helyi hagyomány, hogy kártyajátékban nyerték. A sziget 1880-ban örökléssel Augusta és Marija Obradović birtoka lett.

### Vir a 20. században
A 18. század végén Napóleon megszüntette a Velencei Köztársaságot. Vir szigete 1797 és 1805 között Habsburg uralom alá került, majd az egész Dalmáciával együtt a Francia Császárság része lett. 1815-ben a bécsi kongresszus újra Ausztriának adta, amely Dalmácia részeként Zárából igazgatta 1918-ig. 1857-ben 358, 1910-ben 662 lakosa volt. Miután a jobbágyságot már 1848-ban megszüntették a viriek 1903-ban meghatalmazottaik Ante Vučetić és Mate Subotić révén megkezdték a szigeten élő 89 család számára a tárgyalásokat a Bakmaz család örököseivel a földek megvásárlásáról. Ezek eredményeként 1908. augusztus 5-én megszületett az egyezség, mely szerint Augusta Obradović (született Bakmaz) eladja a szigetet a helyieknek. A pénzek megfizetésének folyamata (családonként 12000 korona) 1914-re fejeződött be. Mivel az adásvételi okmányt 1908. augusztus 13-án írták alá az esemény tiszteletére a viriek minden évben megtartják a "Virska Noć" ünnepét, amely a legjelentősebb kulturális esemény és vigadalom a turistaszezon során a szigeten. 2013. augusztus 13-án az esemény tiszteletére emléktáblát is avattak, melyen az akkori családok nevei is fel vannak sorolva. Az első világháborút követően Vir előbb a Szerb-Horvát-Szlovén Királyság, majd Jugoszlávia része lett. A második világháború után a szigetre bevezették az elektromos áramot és kiépítették az úthálózatot. Nagy esemény volt Vir életében 1976-ban a szigetet a kontinenssel összekötő híd átadása, mely teljesen kiváltotta a korábbi kompközlekedést, de fellendítette a turistaforgalmat is. Egymás után épültek fel a nyaralók és a gazdasági fejlődéssel a sziget benépesülése is egyre nagyobb méreteket öltött. 1992. december 30-án életbe lépett a Horvát Köztársaság közigazgatási átszervezéséről szóló törvény, mellyel Vir a hozzá tartozó Lozice, Torovi településekkel és a kis Školjić-szigettel együtt önálló község lett. Vir község önkormányzata 1993-ban alakult meg. Vir ma is dinamikusan fejlődik, lakossága ugrásszerűen nő. 2011-ben 3000 lakosa volt.

## Lakosság
| Lakosság változása | Lakosság változása | Lakosság változása | Lakosság változása | Lakosság változása | Lakosság változása | Lakosság változása | Lakosság változása | Lakosság változása | Lakosság változása | Lakosság változása | Lakosság változása | Lakosság változása | Lakosság változása | Lakosság változása | Lakosság változása |
| ------------------ | ------------------ | ------------------ | ------------------ | ------------------ | ------------------ | ------------------ | ------------------ | ------------------ | ------------------ | ------------------ | ------------------ | ------------------ | ------------------ | ------------------ | ------------------ |
| 1857               | 1869               | 1880               | 1890               | 1900               | 1910               | 1921               | 1931               | 1948               | 1953               | 1961               | 1971               | 1981               | 1991               | 2001               | 2011               |
| 358                | 345                | 503                | 554                | 604                | 662                | 1 000              | 854                | 1072               | 1120               | 1069               | 959                | 866                | 860                | 1608               | 3032               |

## Nevezetességei
- A sziget déli partján a Kozjak-foknál építették fel a 14. században a velenceiek a helyiek által Kaštelinának nevezett várukat,[6] melyet a növekvő török veszély hatására a 16. században megerősítettek és korszerűsítettek. A vár két erős toronnyal és három emelet magas falakkal rendelkezett. Az északi tornyon a nyugati oldalon Velence jelképe a szárnyas oroszlán volt látható. Alsó részén nyolc, kőből faragott lőrés volt. A déli torony bejárati kapuja felett három nemesi címer volt látható, a Molin, a Michiel és a Grisogono családoké. Falainak egy része, köztük a két torony maradványa ma is tekintélyes magasságban állnak.
- A Keresztelő Szent János templom a 13–14. században épült. Román stílusú épület négyszög alaprajzzal, félköríves apszissal. A Szent György plébániatemplom felépítése előtt ez volt Vir plébániatemploma. Körülötte ma is használatban levő temető található, így ma temetőkápolnaként működik. 1996 és 1998 között teljesen felújították, ekkor építették a homlokzat fölé a harangtornyot.[7]
- A Szent György plébániatemplomot 1845-ben építették a középkori (12. vagy 13. század) azonos titulusú templom alapjain. A templom egyhajós épület, hátsó részén négyszögletes sekrestyével. Mellette 1937-38-ban épített harangtorony áll. A torony teteje a II. világháború során súlyosan megsérült, 1959-ben állították helyre.[7]
- A sziget közepén a Bandira-hegyen találhatók a 12. és 15. század között épített Szent György templom alapfalai. A templom egy kisméretű egyhajós épület volt félköríves apszissal. Közelében találhatók a liburnok által az ókorban épített erődítmény romjai.[7]
- A Szent Miklós templom alapjait ma aszfalt borítja a hajóállomásnál levő turisztikai iroda közelében. A templom a 13. – 14. században épült. Komoly tervek vannak a templom szakszerű feltárására, mely után sokkal többet lehet majd róla tudni.[7]
- A sziget északi részén a Smratine nevű helyen található a Szent Márton templom maradványai. Közelében emberi csontokat találtak, amely a körülötte egykor volt temetőre utal. Itt is régészeti feltárás szükséges a további információkhoz.[7]
- Smratine területén a paleolitikum idejéből származó kőszerszámokat is találtak, noha a terület régészeti kutatása még nem történt meg.[7]
- A liburnok ókori nekropoliszát rejtik a Gračić-Križica-Gajine között található halomsírok. További ókori sírhalmok találhatók a Streljevac és a Vranjak-hegy között és magán a Vranjak nevű magaslaton is.
- A liburnok egykori erődített településének maradványai találhatók a sziget északi részén Gajon a Gradina nevű helyen.[7]
- A világítótornyot 1881-ben építették a sziget délnyugati partján a Rasovača- és a Meka-öböl között. Az akkoriban épített legnagyobb kelet-adriai világítótornyok közé tartozik, ebből a típusból mintegy ötvenet építettek. Az utóbbi időben teljesen automatizálták, de addig állandó kezelőszemélyzete volt, akinek a családja is ott lakott és minden nap körbejárva ellenőrizte a tornyot, hogy az hiba nélkül működjön. A II. világháború idején itt volt az antifasiszta erők egyik bázisa, akik innen tartották a kapcsolatot a szárazföldi és a molat-szigeti partizánok között. 1944-ben bosszúból lerombolták a megszálló németek, de a háború után újjáépítették és 1950-ben újra átadták. Magassága 21 méter, látótávolsága 11 tengeri mérföld.[7]
- A Viri híd a sziget fejlődésének legjelentősebb előmozdítója. Építése 1974-ben kezdődött és 1976. április 26-án adták át a forgalomnak. Az ívhíd hosszúsága 378 méter, amely kilenc tartóoszlopon nyugszik és további kettő a híd végeinek töltésébe van beépítve. Ma a sziget egyik fő látványossága.[7]

## Galéria
- Vir várának romja a Kozjak-foknál.
- A sziget déli partszakasza a várral.
- A világítótorony
- A Viri híd
- A Viri híd Privlakával
- Strand a Lučica-öbölben